# Joniškis
Joniškis ( escoltar (?·pàg.)) és una ciutat al nord de Lituània al comtat de Šiauliai, amb una població a la ratlla d'11.000 habitants. Es troba a 40 quilòmetres al nord de Šiauliai i 14 quilòmetres al sud de la frontera amb Letònia. Joniškis és el centre municipal i administratiu del districte municipal de Joniškis.
La ciutat té l'estatus de patrimoni artístic amb l'església de la Santa Verge Maria (fundada el 1901) i un complex de sinagogues jueves en el seu centre. Té un centre de cultural, el local del qual es fa servir per a esdeveniments musicals i teatrals.
Una línia fèrria que connecta Riga i Šiauliai corre al llarg del límit occidental de la ciutat. A l'oest de la via fèrria hi ha horts familiars i el cementiri de les víctimes de la Segona Guerra Mundial.

## Nom

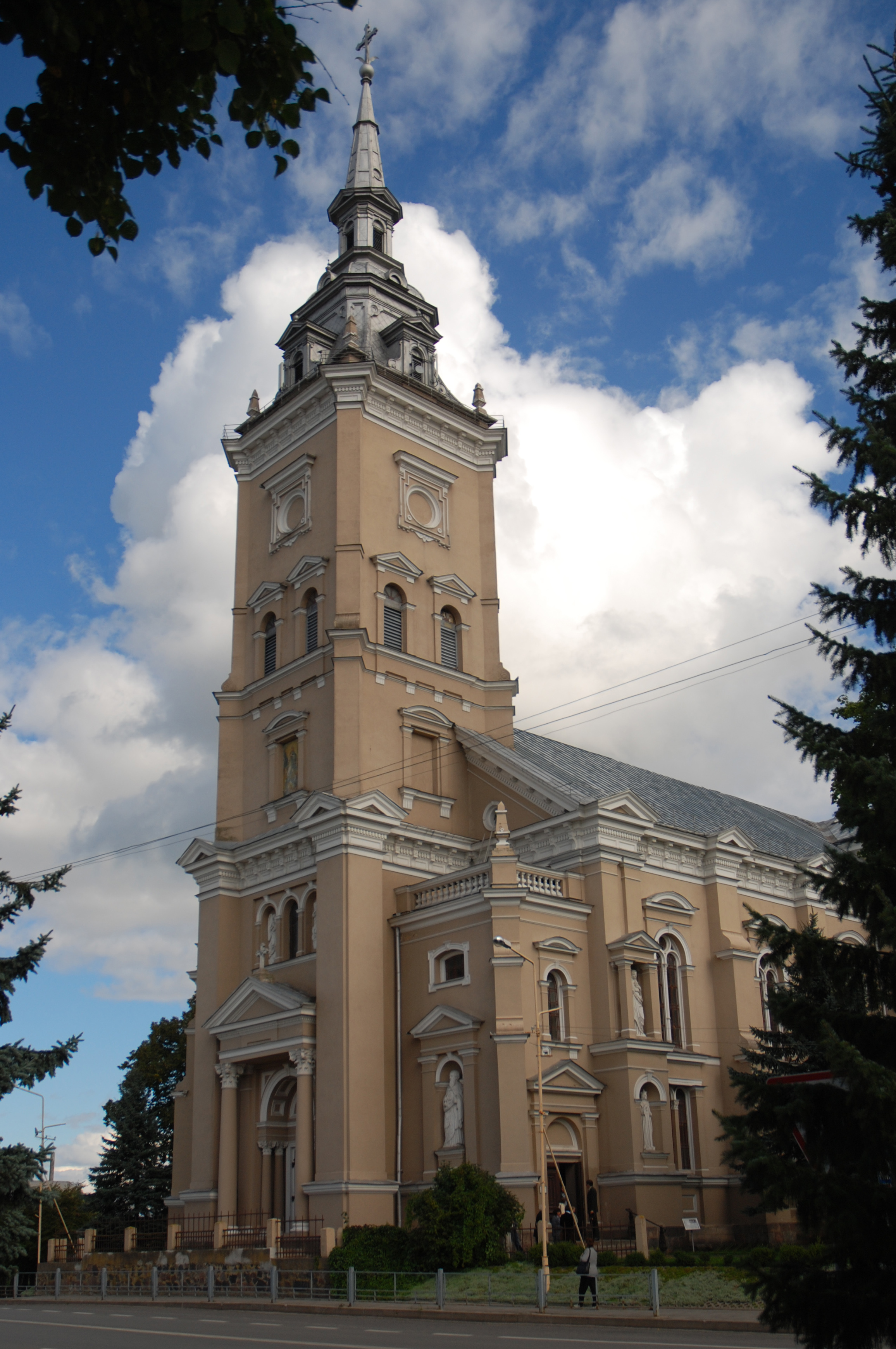
Església de Joniškis

Joniškis és el nom en lituà de la ciutat. Les versions del nom en altres llengües:
- en polonès: Janiszki
- en rus: Янишки Yanishki
- en belarús: Янішкі Yanishki
- en ídix: יאנישאק Yanishok
- en alemany: Jonischken
- en letó: Jonišķi